# Jakob Jantscher
Jakob Jantscher (født 8. januar 1989 i Graz) er en østrigsk fodboldspiller, der spiller som midtbanespiller i Sturm Graz. Han har spillet for klubben siden 2018. 

## Karriere
Tidligere har han spillet for blandt andet NEC Nijmegen, Sturm Graz og Red Bull Salzburg i hjemlandet. Derudover har han været udlejet til russiske Dynamo Moskva.
Med Sturm Graz var Jantscher i 2010 med til at vinde den østrigske pokalturnering.

## Landshold
Jantscher har (pr. april 2018) spillet 23 kampe og scoret ét mål for det østrigske landshold, som han debuterede for den 6. juni 2009 i en VM-kvalifikationskamp mod Serbien. 

## Titler
Østrigs pokalturnering
- 2010 med Sturm Graz